# Billings (Oklahoma)
Billings é uma cidade  localizada no estado norte-americano de Oklahoma, no Condado de Noble.

## Demografia
Segundo o censo norte-americano de 2000, a sua população era de 436 habitantes. 
Em 2006, foi estimada uma população de 560, um aumento de 124 (28.4%).

## Geografia
De acordo com o United States Census Bureau tem uma área de 
1,6 km², dos quais 1,6 km² cobertos por terra e 0,0 km² cobertos por água. Billings localiza-se a aproximadamente 309 m acima do nível do mar.

## Localidades na vizinhança
O diagrama seguinte representa as localidades num raio de 24 km ao redor de Billings. 